# おやすみアイリーン
「おやすみアイリーン」、ないし、「グッドナイト・アイリーン」(Goodnight, Irene)、あるいは「アイリーン・グッドナイト」(Irene, Goodnight) は、20世紀に作られたアメリカ合衆国のフォークソングのスタンダード曲で、4分の3拍子で書かれており、1933年に最初の録音を残したのは、ブルース・ミュージシャンのレッドベリーであった。
歌詞は、歌い手が、かつての恋人アイリーンとのトラブルを示唆し、悲しみや苛立ちを表すものである。歌詞の一部は、明らかに自殺願望をほのめかしており、最も有名なのは「sometimes I take a great notion to jump in the river and drown（ときには、河に飛び込んで溺れてしまおうなんて、大それたことを考えるんだ）」という一句で、これは、ケン・キージーの1964年の小説『わが緑の大地 (Sometimes a Great Notion)』や、ジョン・クーガー・メレンキャンプがアルバム『ビッグ・ダディ (Big Daddy)』に収録した「サムタイムス・ア・グレート・ノーション (Sometimes a Great Notion)」にインスピレーションを与えたが、「おやすみアイリーン」自体も伝統的なアメリカの民謡から引き継いだ要素を多々含んでいる。

## レッドベリー
この曲の元になった楽曲がどのようなものであったかは、はっきりしていない。レッドベリーはこの歌を、やや異なる形で1908年から歌っていたとされ、おじのテレル (Terell) とボブ (Bob) から習ったと語っていた。グジー・デイヴィスの1892年の曲は、一部の歌詞や、全体の構成に類似姓があり、その楽譜はアメリカ議会図書館で公開されている。この1892年の曲自体も、今は残されていない、より古い楽曲に基づいたものだと考えられる証拠がいくつかある。レッドベリーが実際にどこでこの曲を聴いたかに関わらず、彼はこの曲のリズムを変え、歌詞をほぼ全面的に書き換えて、1930年代にはこの曲を自作同然にしていた。
レッドベリーは、何度か投獄されていた時期にもこの曲を演奏しており、ルイジアナ州立刑務所で服役していたときに出会った音楽学者のジョン・ローマックスと アラン・ローマックスの親子によって、レッドベリーの演奏が数時間にも及ぶ長さで録音された。1934年、釈放される数ヶ月前に、議会図書館のためにレッドベリーが録音した多数の歌の中には、この曲も含まれていた。書籍『Negro Folk Songs as Sung by Lead Belly』には、語りの部分を盛り込んだ、この曲の長めのバージョンが収録されている。1930年代、1940年代を通して、この曲はレッドベリーの演奏の代表曲とされていた。しかし、ニューヨークのブルース愛好家のコミュニティでは人気が高かったものの、レッドベリーの存命中にこの曲が商業的な成功をもたらすことはなかった。2002年、レッドベリーによる1936年のアメリカ議会図書館録音は、グラミーの殿堂入りを果たした。

## おもなカバー

### ウィーバーズ
レッドベリーが死去した翌年、1950年に、アメリカ合衆国のフォーク・バンド、ウィーバーズ (The Weavers) が、「おやすみアイリーン」を吹き込んだ。このシングルは1950年6月30日に『ビルボード』誌のベスト・セラー・チャートに初登場し、25週にわたってチャートに留まり、チャートの首位まで上昇した。このバージョンは全体的にはレッドベリーの原曲に忠実だが、一部の議論を呼びそうな歌詞は除去されており『タイム』誌は、このバージョンはオリジナルに比べて「dehydrated（脱水された）」、「prettied up（装いを整えた）」バージョンだと評した。このバージョンが広く受け入れられたこともあり、今日ではこの曲の歌詞といえばウィーバーズのものが一般的になっている。『ビルボード』誌は、この曲を1950年の楽曲ランキングの首位に据えた。
ウィーバーズの大成功は、さらに多くのアーティストたちにインスピレーションを与え、この曲をそれぞれの形で取り上げる者が数多く現れ、その多くがジャンルを超えて商業的な成功を収めた。このため、すべてのバージョンの売り上げを合算して集計していた『キャッシュボックス』誌のチャートでは、この曲は1950年9月2日にチャートの首位に立ってから、13週にわたって首位に座り続けた。

### その他のヒット・バージョン
ウィーバーズのわずかひと月後にリリースされたフランク・シナトラによるカバーは、『ビルボード』誌のベスト・セラー・チャートに7月10日に初登場してから9週にわたってチャートに留まり、最高5位まで上昇した。同年の遅い時期には、アーネスト・タブとレッド・フォーリーのバージョンが、この曲でカントリーミュージック・チャートの首位となり、ベスト・セラー・チャートでは、アレキサンダー・ブラザースのバージョンが26位、デニス・デイは17位、ジョー・スタッフォードによるバージョンは9位まで、それぞれ上昇した。ムーン・マリカンは、この曲でカントリー・チャートのトップ5に入るヒットを1950年に飛ばし、ポール・ゲイトンと彼のオーケストラは、同じ年に『ビルボード』誌のR&Bチャートで6位まで上昇した。
1950年には、この曲を下敷にしたパロディ「Please Say Goodnight to the Guy, Irene」が、ジギー・タレント (Ziggy Talent) によって書かれた。1954年には、「おやすみアイリーン」からインスピレーションを得たアンサー・ソングとして、ハンク・ トンプソンが「Wake Up, Irene」を出し、『ビルボード』誌のカントリー・チャートで首位まで登り詰めた。
1959年には、ビリー・ウィリアムズのバージョンが『ビルボード』誌のポップ・チャートで75位まで上昇した。また、1962年には、ジェリー・リードのバージョンがポップ・チャートで79位まで上昇した。

### その他のバージョン
1958年には、ジム・リーヴスがこの曲をカバーして、LP『Girls I Have Known』に収録している。
キース・リチャーズは、この曲を2015年発表のアルバム『クロスアイド・ハート』で録音し、いくつかのインタビューにおいてレッドベリーを賞賛している。
このほかにも、ジェリー・リー・ルイス（1957年）、ジョニー・キャッシュ（1958年）、オリジナルズ（1966年）、キングストン・トリオ（1966年）、リトル・リチャード（1972年）、ライ・クーダー（1976年）、ブライアン・ウイルソン（1988年）、モーリン・タッカー（1989年）、ミート・パペッツ（1994年）、ラフィ（1996年）、トム・ウェイツ（2006年）、ディアー・ティック（2009年）、エリック・クラプトン（2013年）などがこの曲をカバーしている。

### 日本語による歌唱
BEGINは、比嘉栄昇による日本語詞で「グッドナイト・アイリーン」としてこの曲をカバーし、2012年のアルバム『トロピカルフーズ』に収録している。

## サッカーにおける使用
「おやすみアイリーン」は、イングランドのサッカー・チームであるブリストル・ローヴァーズのサポーターたちによって歌われてきた。この曲が最初に歌われたのは、1950年にプリマス・アーガイルを迎えてのホーム・ゲームが行なわれる前夜に、スタジアムで花火が打ち上げられた際のことであった。翌日の試合で、ローヴァーズは快勝したが、このとき少数だけ来ていたアーガイルのサポーターたちは試合終了を待たずに帰り始めたため、ローヴァーズのサポーターたちは即座に「Goodnight Argyle（おやすみアーガイル）」ち合唱し始めた。これを機に定着した「おやすみアイリーン」は、ブリストル・ローヴァーズFCのクラブ歌とされた。

## その他の利用
プロレスラーのアドリアン・アドニスは、自身の決め技であるスリーパーホールド (裸絞)のことを「グッドナイト・アイリーン」と称していた。
マリリン・ロビンソンの1980年の小説『Housekeeping』では登場人物のシルヴィ (Sylvie) とヘレン (Helen) がこの曲を歌う場面が数回ある。
1993年にモクシー・フルーヴスが録音した「The Drinking Song」には、この曲の歌詞への言及がある。
「おやすみアイリーン」は、2013年のビデオゲーム『BioShock Infinite』（時代は1912年に設定されている）では、導入部の「ラッフル (raffle)」の場面で使用されている。ラッフルに集まった人々がこの曲を歌っており、主人公のブッカーが近づくまで、この曲が流れている。
テレビシリーズ『宇宙空母ギャラクティカ』シーズン4第13話「Sometimes a Great Notion」では、登場人物のディー (Dee) がこの曲をハミングで歌う。
PCゲーム『Team Fortress 2』では、登場人物のエンジニアがうんざりしている様子で依頼を断わるときに「Well goodnight Irene!（じゃ、おやすみアイリーン）」という。